# Campionati africani di atletica leggera 2018 - 10000 metri piani maschili
La specialità dei 10000 metri piani maschili ai campionati africani di atletica leggera di Asaba 2018 si è svolta il 1º agosto allo Stadio Stephen Keshi.

## Risultati
| Class   | Atleta                       | Nazione       | Tempo    | Note |
| ------- | ---------------------------- | ------------- | -------- | ---- |
| Oro     | Jemal Yimer                  | Etiopia       | 29:08.01 |      |
| Argento | Andamlak Belihu              | Etiopia       | 29:11.09 |      |
| Bronzo  | Timothy Toroitich            | Uganda        | 29:11.87 |      |
| 4       | Vincent Kipsang Rono         | Kenya         | 29:14.52 |      |
| 5       | Isaac Kipsang                | Kenya         | 29:25.54 |      |
| 6       | Awet Habte                   | Eritrea       | 29:38.41 |      |
| 7       | Josphat Kipkoech Bett        | Kenya         | 30:13.22 |      |
| 8       | Ibrahim Ismael Hassan        | Gibuti        | 30:13.36 |      |
| 9       | Elroy Gelant                 | Sudafrica     | 30:23.35 |      |
| 10      | Ali Mahamat                  | Ciad          | 31:12.18 |      |
| N.D.    | Taye Girma                   | Etiopia       | dnf      |      |
| N.D.    | Gabriel Geay                 | Tanzania      | dns      |      |
| N.D.    | Agustino Sulle               | Tanzania      | dns      |      |
| N.D.    | Mahamadal Fadal Adamou Abdou | Niger         | dns      |      |
| N.D.    | Ibrahim Jemal Husen          | Ciad          | dns      |      |
| N.D.    | David Kulang                 | Sudan del Sud | dns      |      |
| N.D.    | Toka Badboy                  | Lesotho       | dns      |      |
| N.D.    | Mehari Tsefai                | Eritrea       | dns      |      |